# Кастендало (Варезе)
Кастендало је насеље у Италији у округу Варезе, региону Ломбардија.
Према процени из 2011. у насељу је живело 51 становника. Насеље се налази на надморској висини од 475 м.